# Sarah Shevon
Sarah Shevon (Grass Valley, California; 10 de julio de 1984) es una actriz pornográfica estadounidense.

## Biografía
Shevon nació en julio de 1984 en la ciudad de Grass Valley, en el Condado de Nevada (California). Sus padres eran hippies que se divorciaron cuando ella tenía siete años. Ella se fue a vivir con su padre. Llegó a estudiar teatro en el colegio y trabajó en una oficina corporativa antes de decidirse a ser actriz porno.
Entró en la industria pornográfica en marzo de 2009, a sus 24 años de edad, haciendo su primera aparición en el portal web Kink.com. En julio de 2010 se trasladó a Los Ángeles para desarrollar su carrera como actriz, firmando su primer contrato con la agencia del productor Mark Spiegler.
Ha grabado más de 330 películas para estudios como Wicked Pictures, Naughty America, Elegant Angel, Evil Angel, Kink.com, New Sensations, Girlfriends Films, Kick Ass Pictures o Jules Jordan Video, entre otros.
Algunos trabajos de su filmografía son Big Wet Tits 13, Stacked, I Love My Sister's Big Tits 4 o Bondage Orgasms.
Ha recibido diversas nominaciones en los Premios AVN en categorías como Mejor escena de doble penetración por Elastic Assholes 10, Mejor escena de trío M-H-M por Pervert, Mejor escena de sexo en grupo por Orgy University o Mejor escena escandalosa de sexo por Anal Inferno 2.
Otras de sus películas destacables son las parodias porno Spider-Man XXX - A Porn Parody o This Ain't Ghostbusters XXX, Wasteland, Pure Bush o algunas entregas de la saga Lesbian Seductions.

## Premios y nominaciones
| Año  | Ceremonia    | Resultado | Premio                                     | Trabajo                         |
| ---- | ------------ | --------- | ------------------------------------------ | ------------------------------- |
| 2012 | Premios AVN  | Nominada  | Mejor escena de trío M-H-M                 | Pervert                         |
| 2012 | Premios AVN  | Nominada  | Mejor escena POV de sexo                   | POV Pervert 14                  |
| 2012 | Premios AVN  | Nominada  | Mejor escena de sexo lésbico en grupo      | Belladonna: The Sexual Explorer |
| 2013 | Premios AVN  | Nominada  | Mejor escena de doble penetración          | Elastic Assholes 10             |
| 2013 | Premios AVN  | Nominada  | Mejor escena de sexo oral                  | Let Me Suck You 3               |
| 2013 | Sex Awards   | Nominada  | Estrella porno del año                     | —                               |
| 2014 | Premios AVN  | Nominada  | Mejor escena escandalosa de sexo           | Babysit My Ass 2                |
| 2014 | Premios AVN  | Nominada  | Mejor escena escandalosa de sexo           | Anal Inferno 2                  |
| 2014 | Premios AVN  | Nominada  | Mejor escena de sexo en grupo              | Six in Me 2                     |
| 2014 | Premios AVN  | Nominada  | Mejor escena de sexo en grupo              | Orgy University                 |
| 2014 | Premios AVN  | Nominada  | Mejor escena de sexo lésbico en grupo      | Babysit My Ass 2                |
| 2014 | Premios XBIZ | Nominada  | Mejor actriz en película de sexo en pareja | Orgy University                 |
| 2015 | Premios AVN  | Nominada  | Mejor escena escandalosa de sexo           | Studio A                        |
| 2015 | Premios AVN  | Nominada  | Premio fan: Actriz más estrafalaria        | —                               |
| 2015 | Premios AVN  | Nominada  | Mejor escena de sexo oral                  | Blowjob Face 2                  |
| 2015 | Premios AVN  | Nominada  | Mejor escena de sexo en grupo              | Private Lives                   |
| 2015 | Premios AVN  | Nominada  | Mejor escena de sexo lésbico en grupo      | Pretty Sloppy 5                 |
| 2015 | Premios AVN  | Nominada  | Premio fan: Mejor culo                     | —                               |
| 2015 | Premios XBIZ | Nominada  | Mejor actriz en película lésbica           | Creepers Family 5               |
| 2015 | Premios XRCO | Nominada  | Unsung Siren of the Year                   | —                               |
| 2016 | Premios AVN  | Nominada  | Premio fan: Mejor estrella mediática       | —                               |
| 2016 | Premios AVN  | Nominada  | Mejor escena de sexo lésbico en grupo      | Spontaneass 2                   |
| 2016 | Premios AVN  | Nominada  | Mejor escena escandalosa de sexo           | Straight Up Anal                |
| 2016 | Premios AVN  | Nominada  | Mejor escena de trío M-H-M                 | Gape Lovers 9                   |
| 2016 | Premios XBIZ | Nominada  | Estrella web del año                       | —                               |